# Union des artistes modernes
Pour les articles homonymes, voir UAM et Union des artistes.
L'Union des artistes modernes, abrégé par le sigle UAM, est un mouvement d'artistes décorateurs et d'architectes fondé en France le 15 mai 1929 par Jean Prouvé, Charlotte Perriand, Charles Édouard Jeanneret (Le Corbusier), Pierre Jeanneret et Robert Mallet-Stevens. Stoppée par la Seconde Guerre mondiale, l'UAM reprend ses activités avec les expositions Formes utiles à partir de 1949. L'UAM s'arrête définitivement en 1958 mais les expositions « Formes utiles » se prolongent et sont à l'initiative du Centre de création industrielle en 1969.

## Histoire

### Fondation de l'Union des artistes modernes
L'UAM a été fondée après une négociation manquée pour l'organisation du salon des artistes décorateurs de 1929 : les futurs membres, pour la plupart proches de l'architecture et unis depuis 1925, trouvent l'espace qui leur est accordé inadapté et insuffisant et décident de s'émanciper de la société des artistes décorateurs en organisant une structure et des événements indépendants.
Ils fondent un comité directeur avec Hélène Henry, René Herbst, Francis Jourdain, Robert Mallet-Stevens (président) et Raymond Templier (secrétaire). Parmi les membres fondateurs de ce projet se trouvent les frères Jean et Joël Martel, Charlotte Perriand et Gustave Miklos.
Les membres de ce mouvement s'émancipent des notions décoratives pour se concentrer sur la fonction, la structure et exploiter les nouveaux matériaux et les nouvelles techniques afin de les adapter à une vision moderne et revalorisée des arts décoratifs.
Un banquet organisé le 4 février 1932 rassemble au bistrot Au Clair Obscur de l'impasse Lebouis plusieurs de ses membres, dont Hélène Henry et son mari et les Mallet-Stevens .

### Formes utiles

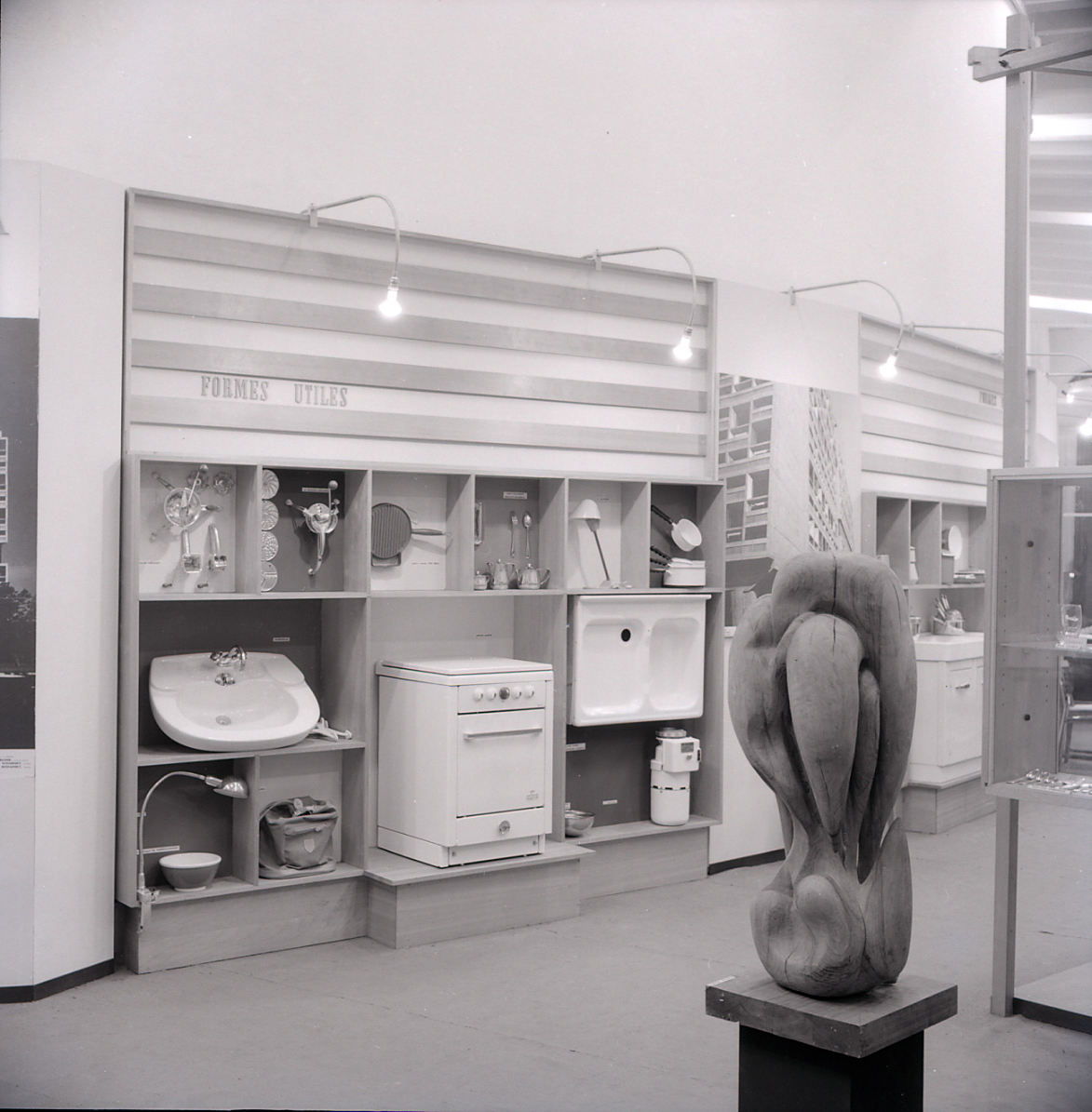
Formes utiles en 1954 à Milan.

En 1945, après la mort de Robert Mallet-Stevens en février et la signature de l'Armistice en mai, l'UAM ne retrouve pas son activité initiale et perd sens alors que ses membres sont autorisés à participer au Salon des artistes décorateurs. La priorité est alors la Reconstruction. Les membres éprouvent des difficultés à se réunir pour organiser des événements. Georges-Henri Pingusson tente d'y remédier en publiant le « Manifeste 49 » qui reste sans écho. Quant au nouveau président, René Herbst, il organise l'événement "Formes Utiles" où l'UAM sélectionne des objets industriels pour une présentation au Salon des arts ménagers (SAM) avec une thématique annuelle : 
- Pavillon de Marsan, 1949-1950 : « Formes utiles - objets de notre temps »
- SAM 1951 : les appareils sanitaires
- SAM 1952 : le siège
- SAM 1953 : les appareils portatifs d'éclairage, le petit outillage électrique, le verre à boire
- SAM 1954 : le fer à repasser
- SAM 1955 : la casserole
- SAM 1956 : la table de repas et son service
- SAM 1957 : le fauteuil relax

De plus en plus spécialisée dans le design industriel, l'UAM ne séduit plus, la dispute avec les décorateurs est très lointaine. D'autre part, les idées du moment en architecture se découvrent plus largement dans les congrès internationaux d'architecture moderne. Quant aux jeunes talents attirés par le domaine prestigieux du design des meubles, ils se rassemblent désormais dans l'Association des créateurs de modèles de série (ACMS).

## Le manifeste de 1934 «Pour l'art moderne cadre de la vie contemporaine»
L'approche artistique de l'UAM trouve son origine dans des expressions et manifestations d'artistes depuis 1903 : Francis Jourdain, au sein du salon d'automne de 1903, invite des peintres, des sculpteurs et des décorateurs. Les commissaires déclarent « Ici, il n'y a pas de hiérarchie entre art majeur et art mineur. ». En 1910, le Salon d'automne invite les ateliers de Munich, qui s'appuient sur un réseau de coopératives, allié à des industriels.
À la création de l'UAM, de nombreuses critiques sont émises contre l'Union et ses artistes : « Notre art décoratif si émouvant et si tendre, au lieu de continuer dans le sens de sa magnifique imperfection vivante, défaillit soudainement dans l'horrible perfection morte : le cube [propos prêtés à Paul Iribe]. » ; « Un mouvement venu de l'étranger qui se propage et menace de détruire tout ce qui a fait jusqu'ici la réputation universelle de notre art [propos prêtés à François Thiébault-Sisson]. »
Ces attaques conduisent à la publication d'un manifeste rédigé, au nom de l'UAM, par Louis Chéronnet, critique d'art. Il exprime l'idée que l'art évolue comme la société : « Cette crise qui sévit sur l'artisanat et le commerce d'art n'est qu'une conséquence de la crise générale qui, dans le monde entier, atteint toutes les classes de la société et toutes les activités productrices ». Il affirme que l'art doit être social : « L'art moderne est un art véritablement social. Un art pur, accessible à tous et non une imitation faite pour la vanité de quelques-uns ». Il s'oppose à une quelconque hiérarchie dans les disciplines artistiques : « Confondre les arts mineurs et les arts majeurs, telle est, à notre sens, la première tâche de l'esthétique nouvelle ». Il s'oppose à la distinction entre artisans et artistes et souhaite les relations avec l'industrie et l'utilisation des techniques modernes : « À côté de l'ancien duo : bois et pierre, que nous n'avons jamais négligé, nous avons essayé de constituer le quatuor : ciment, verre, métal, électricité ».

## Liste de membres de l'UAM
- Rose Adler (1890-1959)
- Charlotte Alix (1897-1987)
- Pierre Barbe
- Louis Barillet (1880-1948)
- Maurice Barret
- Georges Bastard (1881-1939)
- Francis Bernard
- André Bloc (1896-1966)
- Jean Burkhalter (1895-1982)
- Jean Carlu (1900-1997)
- A.-M. Cassandre (1901-1968)
- Philippe Charbonneaux (1917-1998)
- Pierre Chareau (1883-1950)
- Paul Colin (1892-1985)
- Étienne Cournault (1891-1948)
- Joseph Csaky (1888)
- Sonia Delaunay (1885-1979)
- Jean Dourgnon (1901-1985)
- Jean Fouquet († 1984) (fils de Georges Fouquet)
- Marcel Gascoin (1907-1986)
- Adrienne Gorska [8] (1899-1969)
- Eileen Gray (1878-1976)
- Pierre Guariche (1926-1995)
- Gabriel Guevrekian (1892-1970)
- Hélène Henry (1891-1965)
- René Herbst (1891-1982)
- André Hermant (1908-1978)
- Lucie Holt-Le-Son
- Charles-Edouard Jeanneret (Le Corbusier) (1887-1965)
- Pierre Jeanneret (1896-1967)
- Frantz Jourdain (1847-1935)
- Francis Jourdain (1876-1958)
- Robert Lallemant (1902-1954)
- Albert Laprade (1883-1978)
- Alfred Latour (1888-1964)
- Jean Lambert-Rucki (1888-1967)
- Jacques Le Chevallier (1896-1987)
- Pierre Legrain (1889-1929)
- Robert Le Ricolais (1894-1977)
- Claude Lemeunier (1928-2010)
- Marcel Lods (1891-1978)
- Charles Loupot (1892-1962)
- André Lurçat (1894-1970)
- Robert Mallet-Stevens (1886-1945)
- Jan Martel (1896-1966), Joel Martel (1896-1966)
- Mathieu Matégot (1910-2001)
- Gustave Miklos (1888-1967)
- Pierre de Montaut (1892-1974)
- Jean-Charles Moreux (1889-1956)
- Charles Peignot (1897-1983)
- Charlotte Perriand (1903-1999)
- Georges-Henri Pingusson (1894-1978)
- Claude Prouvé (1929-2012)
- Jean Prouvé (1901-1984)
- Jean Puiforcat (1897-1945)
- Carlo Rim (1905-1989)
- André Salomon (1891-1970)
- Gérard Sandoz (1914-1988)
- Louis Sognot (1892-1969)
- Roger Tallon (1929-2011)
- Raymond Templier (1891-1968)
- Maximilien Vox (1894-1974).